# Kotkan Työväen Palloilijat
Kotkan Työväen Palloilijat (conhecido como KTP ou KooTeePee) é um clube de futebol da cidade de Kotka, na Finlândia. É um clube  novo, fundado em 2000. Manda as suas partidas na Arto Tolsa Areena, em Kotka, com capacidade para 4.780 torcedores. Atualmente disputa a Ykkönen.

## Elenco atual
Atualizado em 30 de março de 2021. 
Legenda
- : Capitão